# The Life of Pablo
The Life of Pablo (abgekürzt: TLOP; dt. Das Leben des Pablo) ist das siebte Studioalbum des US-amerikanischen Rappers Kanye West. Es erschien am 14. Februar 2016 über die Labels GOOD Music und Def Jam Recordings. Das Album erschien anfangs ausschließlich über den US-amerikanischen Musikstreaming-Dienst Tidal. West arbeitete weiter an dem Album und am 1. April erschien es auf Spotify etc. Die letzten Änderungen am Album wurden im Juni 2018 vorgenommen.
West bezeichnete die Entstehung des Albums als eine „living, breathing, changing, creative expression“. Im April 2017 wurde das Album als erstes Streamingalbum überhaupt mit einer Platin-Schallplatte in den USA ausgezeichnet. Bei den Grammy Awards 2017 wurde The Life of Pablo in der Kategorie Best Rap Album nominiert, unterlag jedoch Coloring Book von Chance the Rapper.

## Titelliste
Das Album enthält folgende Musikstücke:
| #   | Titel                                                                            | Produzent | Länge |
| --- | -------------------------------------------------------------------------------- | --- | ----- |
| 1.  | Ultralight Beam (feat. The-Dream, Chance the Rapper, Kelly Price, Kirk Franklin) | West, Mike Dean, Chance the Rapper, Swizz Beats, Rick Rubin, Watkins, Plain Pat, DJ Dodger Stadium (DJDS), Goldstein | 5:20  |
| 2.  | Father Stretch My Hands Pt. 1 (feat. Kid Cudi)                                   | West, M. Dean, Rick Rubin, Metro Boomin, DJDS, Ritter, Goldstein                                                     | 2:15  |
| 3.  | Pt. 2 (feat. Desiigner)                                                          | West, M. Dean, Rick Rubin, Plain Pat, Shaw                                                                           | 2:10  |
| 4.  | Famous (feat. Rihanna, Swizz Beatz)                                              | West, Havoc, Goldstein, Charlie Heat, Dawson, Hudson Mohawke, M. Dean, Plain Pat, Kuk Harell                         | 3:16  |
| 5.  | Feedback                                                                         | West, Charlie Heat, Goldstein                                                                                        | 2:27  |
| 6.  | Low Lights                                                                       | West, DJDS, M. Dean                                                                                                  | 2:11  |
| 7.  | Highlights (feat. Young Thug, El-Debarge und The-Dream)                          | West, M. Dean, Velous, Southside, Plain Pat, Goldstein                                                               | 3:19  |
| 8.  | Freestyle 4 (feat. Desiigner)                                                    | West, Hudson Mohawke, Goldstein, M. Dean, DJDS, Shaw, Gureckis                                                       | 2:03  |
| 9.  | I Love Kanye                                                                     | West | 0:44  |
| 10. | Waves (feat. Chris Brown)                                                        | West, M. Dean, Charlie Heat, Metro Boomin, Hudson Mohawke, Anthony Killhoffer                                        | 3:01  |
| 11. | FML (feat. The Weeknd)                                                           | West, M. Dean, Mitus, Metro Boomin, Goldstein, Dawson, Hudson Mohawke                                                | 3:56  |
| 12. | Real Friends (feat. Ty Dolla $ign)                                               | West, Boi-1da, Frank Dukes, Havoc, King M. Dean, Goldstein, Sevn, Thomas                                             | 4:11  |
| 13. | Wolves (feat. Sia und Vic Mensa)                                                 | West, Cashmere Cat, Sinjin Hawke, M. Dean, Goldstein, Shaw                                                           | 5:01  |
| 14. | Frank's Track (feat. Frank Ocean)                                                | West, Cashmere Cat, Sinjin Hawke                                                                                     | 0:38  |
| 15. | Siiiiiiiiilver Surffffeeeeer Intermission                                        | West | 0:56  |
| 16. | 30 Hours                                                                         | West, Riggings, M. Dean                                                                                              | 5:23  |
| 17. | No More Parties in LA (feat. Kendrick Lamar)                                     | West, Madlib | 6:14  |
| 18. | Facts (Charlie Heat Version)                                                     | West, Metro Boomin, Southside, Charlie Heat                                                                          | 3:20  |
| 19. | Fade (feat. Ty Dolla $ign, Post Malone)                                          | West, M. Dean, Kilhoffer, Benji B, Charlie Handsome, DJDS, Goldstein                                                 | 3:13  |
| 20. | Saint Pablo (feat. Sampha)                                                       | West, M. Dean, Ritter, Goldstein                                                                                     | 6:12  |

## Präsentation
Bei der Präsentation des Albums, die West zeitgleich mit der Präsentation seiner dritten Modekollektion im New Yorker Madison Square Garden am 10. Februar 2016 feierte, war das Album noch gar nicht ganz fertig und West spielte eine nicht vollständig gemasterte Version von seinem Laptop ab.
Das Album, das ursprünglich nur auf dem Streaming-Dienst Tidal zu hören sein sollte, tauchte kurz nach der Veröffentlichung auch auf der pornografischen Internetseite pornhub.com auf, wobei zunächst unklar war, ob West selbst das Album dort zur Verfügung gestellt hatte. In den ersten 24 Stunden nach Erscheinen soll das Album Schätzungen zufolge mindestens 500.000 mal illegal heruntergeladen worden sein. West arbeitete weiter an dem Album und am 1. April 2016 erschien es auf Spotify und Apple Music.

## Kritiken
- Für das Hiphop-Magazin Hiphop.de bewertete Aria Nejati das Album positiv: Es sei „ein Kaleidoskop musikalischer Faszination“. Er vergleicht The Life Of Pablo mit einer „Achterbahnfahrt mit theatralischen Tief- und Höhepunkten“, es wirke „wie eine manische Depression im Zeitraffer“. Das Album sei „so präzise und detailliert produziert wie kaum ein anderes Stück Musik auf dem Markt“. Dafür stecke es allerdings „in textlicher Hinsicht deutlich zurück“.[8]
- In einer auf t-online.de veröffentlichten Kritik schreibt Daniel Reviol, das Album sei „zu viel von allem“. Unter den 18 Songs seien auch einige schwache Nummern. West hätte sich, so Reviol, besser auf die zehn besten beschränken sollen.[9]
- Positiver beschreibt Ivo Ligeti auf musikexpress.de das Album: „All das ist wunderschön“ wird hier geurteilt und gesagt, dass West „die größten Momente seinen Gästen“ überlässt.[10]
- Rob Sheffield bewertet das Album im Rolling Stone mit 4,5 von 5 Sternen und bezeichnet es als „complex conflicted masterpiece“.[11]

## Kommerzieller Erfolg

### Chartplatzierungen
The Life of Pablo konnte sich in den ersten Monaten nach der Veröffentlichung nicht in den Billboard-Charts platzieren, da West Tidal untersagte die Streaming-zahlen an NielsenSoundscan weiterzugeben. Einer Schätzung von Torrent Freak zufolge, wurde das Album in wenigen Tagen mehr als 500.000 mal illegal heruntergeladen, Im März enthüllte Tidal, dass das Album in den ersten zehn Tagen nach der Veröffentlichung mehr als 250 Millionen Mal gestreamt wurde. Nach der Veröffentlichung des Albums auf weiteren Streaming Anbietern, stieg es in der Woche vom 23. April, auf Platz eins der US-amerikanischen Albumcharts, den Billboard 200 ein. In der Woche vom 1–7. April, wurden 94.000 Einheiten abgesetzt, davon 28.000 digitale Verkäufe auf Tidal und Wests Website. Mit 99 Millionen Streams in der Chartwoche, wurde The Life of Pablo das erste Album in der Billboard-Geschichte, welches mit einer Mehrheit von Streams, die Spitze erreichte.
| ChartsChartplatzierungen       | Höchstplatzierung | Wochen |
| ------------------------------ | ----------------- | ------ |
| Vereinigte Staaten (Billboard) | 1 (204 Wo.)       | 204    |
| Vereinigtes Königreich (OCC)   | 30 (48 Wo.)       | 48     |

| ChartsJahrescharts (2016)      | Platzierung |
| ------------------------------ | ----------- |
| Vereinigte Staaten (Billboard) | 27          |

| ChartsJahrescharts (2017)      | Platzierung |
| ------------------------------ | ----------- |
| Vereinigte Staaten (Billboard) | 64          |

### Auszeichnungen für Musikverkäufe
| Land/Region                  | Auszeichnungen für Musikverkäufe (Land/Region, Auszeichnung, Verkäufe) | Verkäufe  |
| ---------------------------- | ---------------------------------------------------------------------- | --------- |
| Australien (ARIA)            | Platin                                                                 | 70.000    |
| Dänemark (IFPI)              | 4× Platin                                                              | 80.000    |
| Frankreich (SNEP)            | Gold                                                                   | 50.000    |
| Italien (FIMI)               | Gold                                                                   | 25.000    |
| Kanada (MC)                  | 2× Platin                                                              | 160.000   |
| Neuseeland (RMNZ)            | Gold                                                                   | 7.500     |
| Polen (ZPAV)                 | Platin                                                                 | 20.000    |
| Vereinigte Staaten (RIAA)    | 3× Platin                                                              | 3.000.000 |
| Vereinigtes Königreich (BPI) | Platin                                                                 | 300.000   |
| Insgesamt                    | 3× Gold · 12× Platin ·                                                 | 3.712.500 |

Hauptartikel: Kanye West/Auszeichnungen für Musikverkäufe

## Adaptionen
Der israelische Choreograf Emanuel Gat adaptierte The Life of Pablo 2024 für sein Tanzstück Freedom Sonata. Neben dem zweiten Satz aus Beethovens Piano Sonata No. 32 in C minor, Op. 111 basierte das Werk auf dem gesamten Album von Kanye West. Die Uraufführung fand beim Festival de Marseille statt und wurde von der Kritik überwiegend positiv aufgenommen. Danser Canal Historique beschrieb das Stück als „eine faszinierende Konstruktion, die viel darüber aussagt, wer wir sind und über unsere Zeit, in der Freiheit und Beschränkung manchmal auf seltsame Weise zusammenkommen.“ Die Zeitung La Provence würdigte es als „eine Ode an die Freiheit und an die Einigkeit. Eine Sonate der Freude.“